# China Resources Headquarters
Il China Resources Headquarters (in cinese: 中国华润大厦; pinyin: zhōngguó huárùn dàshà), meglio conosciuto anche come Spring Bamboo (春笋), è un grattacielo alto 392 metri situato a Shenzhen, nel Guangdong, in Cina. La costruzione è iniziata nel 2012 ed è terminata il 1º luglio 2016. Inaugurato nel 2018, è il terzo edificio più alto di Shenzhen.